# Крик (филм)
 „Крик“ (чеш. Křik) чехословачки је играни филм из 1963. Режирао га је Јаромил Јиреш и представља његово прво дугометражно остварење у каријери. Сценарио је заснован на приповеци Лудвика Ашкензија. У овом поетском филму главни протагонисти су млади брачни пар, Славек (Јосеф Абрхам) и Ивана (Ева Лиманова), који очекују прву бебу. Славек одводи Ивану у породилиште, али обоје интензивно размишљају једно о другом. И док се Ивана кроз флешбекове сећа заједничке прошлости, Славек, сусрећући се са различитим клијентима док поправља телевизоре широм Прага, постаје осетљив на многобројне негативне апсекте несавршеног света, у којем треба да расте њихово дете.
„Крик” се сматра једним од првих, ако не и првим филмом, чехословачког новог таласа. Интернациналној публици је приказан на Канском фестивалу 1964. „Крик” је формално инспирисан француским авангардним филмом и остварењима француског новог таласа, поготово у погледу тежње ка документаризму. Јиреш је, такође, примењивао до тада неубичајне поступке кретања камере и поигравао се са тачкoм гледишта. 

## Заплет филма
Телевизијски сервисер Славек (Јозеф Абрхам) доводи своју жену Ивану (Ева Лиманова) у породилиште. Од тренутка растанка, њих двоје не престају да мисле једно о другом. Њихово сећање на заједнички живот се представља у низу сценских фрагментата. Сећају се како су се упознали, бриге живота у изнајмљеном стану, венчање, опремање новог стана итд. Такође, сећају се ситних свађа и чињенице да у први мах нису желели бебу. Док Ивана чека порођај, Славек наставља са својим дневним обавезама сервисирања телевизора. У сусрету са различитим клијентима широм Прага Славек постаје осетљивији на различите неправде попут класне неједнакости, опасности од атомске бомбе, прељуба, расизма, лицемерних припадника елите и чињенице да је историја света једна непрестана историја ратовања. Он схвата да је свет где ће расти његово дете далеко од идеалног. Филм се завршава рађањем Славекове и Иванине ћерке.

## Улоге
| Глумац       | Улога   |
| ------------ | ------- |
| Ева Лиманова | Ивана   |
| Јозеф Абрхам | Славек  |
| Јан Верих    | наратор |